# NGC 2818
NGC 2818 је расејано звездано јато у сазвежђу Компас које се налази на NGC листи објеката дубоког неба.
Деклинација објекта је - 36° 37' 34" а ректасцензија 9h 16m 10,0s. Привидна величина (магнитуда) објекта NGC 2818 износи 8,2 а фотографска магнитуда 6,0. NGC 2818 је још познат и под ознакама OCl 743, PK 261+8.1, ESO 372-PN13, AM 0914-362, PN: 11.6, , '.